# Rial omański
Rial omański – jednostka monetarna Omanu.
1 rial omański = 1000 baisa.
Monety i banknoty dostępne w obiegu: 100 baisa, 200 baisa, 1/4 riala, 1/2 riala, 1 rial, 5 riali, 10 riali, 50 riali.
W styczniu 2022 roku rial omański był 3. walutą co do jej wartości wobec amerykańskiego dolara, po dinarze kuwejckim,  i dinarze Bahrajnu.